# Duodecimani

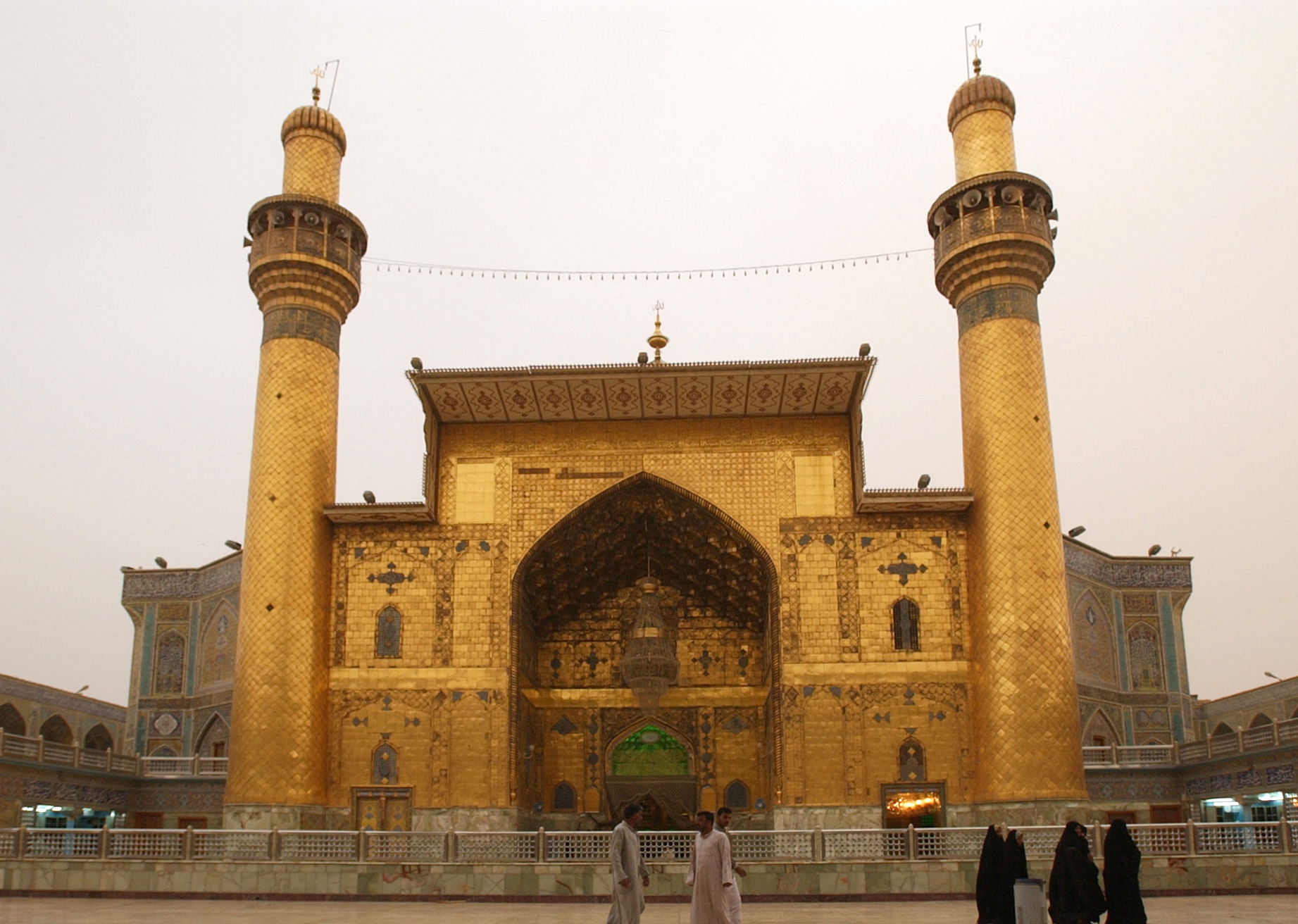
Moschea dell'Imam Ali a Najaf

Lo Sciismo viene normalmente distinto in tre grandi filoni: quello maggioritario dei Duodecimani (o Imamiti), quello degli Ismailiti (o Settimani) e quello degli Zayditi, oggi numericamente il più esiguo.

## Storia
Nel mondo sciita, dopo la morte dell'imam Jaʿfar al-Ṣādiq nel 765 vi fu una scissione, determinata dalla morte dell'erede designato, Ismāʿīl, e dalla successiva designazione di suo figlio Mūsā al-Kāẓim.
Una parte dei seguaci di Ismāʿīl – per questo chiamati Ismailiti – affermò tuttavia che egli non era morto ma che era entrato in «occultamento» (ghayba) per tornare alla fine dei tempi come Mahdi e restaurare il puro Islam delle origini. Avendo dichiarata esaurita la successione degli Imam al settimo Imam (Ismāʿīl b. Jaʿfar al-Ṣādiq), furono anche chiamati «Settimani».
Gli Sciiti che non seguirono Ismāʿīl ritennero che il vero Imam dopo Jaʿfar fosse il figlio Mūsā al-Kāẓim, succeduto poi dal nipote Ali al-Rida. L'undicesimo Imam, al-Ḥasan al-ʿAskarī, morì presumibilmente nell'874 e gli succedette il figlio Muḥammad al-Mahdī. La minore età di quest'ultimo e la sua morte nel campo di sorveglianza in cui era tenuto dalle autorità abbasidi a Sāmarrāʾ misero fine alla discendenza, ma i suoi seguaci affermarono che il giovinetto, al pari di Ismāʿīl, non era morto e che si era invece nascosto ai suoi persecutori per ritornare alla fine dei tempi in veste di Mahdi; avendo dichiarata esaurita la successione degli Imam al dodicesimo Imam, furono anche chiamati «Duodecimani», o «Imamiti». Essi dichiararono che l'Imam occultato seguiva ad agire comunque tramite suoi rappresentanti (wakīl), ma la catena di morti precoci e di omicidi (orchestrati dagli Abbasidi, secondo gli Imamiti) creò ulteriori difficoltà e, con la morte del quarto e ultimo wakīl nel 940, nessun altro venne designato. Tale data segna l'inizio del «Grande Occultamento» che continua fino a oggi.
Nell'attesa dell'epifania dell'Ultimo Imam, nessun potere politico è pienamente legittimo. La Rivoluzione islamica del 1979 in Iran ha in parte modificato questo atteggiamento, stabilendo il potere del giurisperito (velāyat-e faqih) che, pur non esente da difetti ed errori, cerca di creare e gestire una società islamica quanto più giusta possibile e preparare le condizioni per il ritorno dell'Imam Atteso.
Sotto il profilo giurisprudenziale i Duodecimani, o Imamiti, sono anche definiti Giafariti (da Jaʿfar al-Ṣādiq) mentre in arabo il termine spesso impiegato è Ithnā ʿashariyya, visto che il numero dodici viene reso dalla parola ithnā ʿashara o, in alternativa Imāmiyya.